# Kommunitarism
Kommunitarism är en filosofisk åskådning såväl som en politisk ideologi som uppkom under 1900-talet i USA. Den kännetecknas av ett motstånd mot vissa aspekter av liberalismen och förespråkar ökat utrymme för det civila samhället. Kommunitarismen är ideologiskt och filosofiskt besläktad med konservatismen. Gemensamma filosofiska källor är bland annat Aristoteles, Hegel, Machiavelli och Tocqueville.

## Terminologi
Kommunitarism som ord användes första gången på 1840-talet av Goodwyn Barmby som beteckning för personer som förespråkade kommunalism. Den moderna innebörden av ordet härrör från 1900-talet. Grovt sett kan kommunitarismen indelas i:
- Filosofisk kommunitarism, som ställer sig emot klassisk liberalism, som anses ontologiskt och epistemologiskt vara en självmotsägelse. I stället för att fokusera på individen, framhålls det civila samhället såsom det som format individen. Kommunitarismen menar att den liberala teorin om rättvisa inte tagit hänsyn till värdet av samhället.
- Ideologisk kommunitarism är en radikal mittenideologi med emfas på samhället och som ofta kännetecknas av att stå till vänster i ekonomiska frågor och till höger i sociala. Ideologisk kommunitarism kan därför sägas vara en form av synkretisk politik.

## Filosofisk kommunitarism
Kommunitarismen inom filosofin uppstod som respons på John Rawls A Theory of Justice och kritiserade hans atomiska syn på människan som en individ. För kommunitarerna blir människan en individ genom att förhålla sig till de värden och trosuppfattningar som finns i dess samhälle. Även människor som tar avstånd från dessa värden och föreställningar, gör detta på grundvalar som är befästa i det samhället, menar kommunitarerna. 
Till de främsta kommunitarerna räknas bland andra Michael Sandel, Charles Taylor, Alasdair MacIntyre och Michael Walzer.

## Ideologisk kommunitarism
Den ideologiska kommunitarismen bygger på Robert Putnams bok Den ensamme bowlaren i vilken han resonerar omkring begreppet socialt kapital.
Det har visat sig problematiskt att applicera höger–vänsterskalan på kommunitarismen. Såväl vissa tänkare och grupper i den politiska högern som motsvarande i den politiska vänstern har visat intresse för kommunitära tankegångar.
Kommunitarianismen har mycket gemensamt med den kristdemokratiska rörelsens personalistiska människosyn och behovet av gemensamma värderingar i ett samhälle för att det ska fungera. Den förknippas även med tredje vägen.
Fastän kommunitarismen kan sägas vara en tankeströmning som personer i många politiska partier tagit till sig av, har även rena kommunitaristiska rörelser bildats, som The Communitarian Network av Amitai Etzioni (1993).